# Biarum angustatum
Biarum angustatum är en kallaväxtart som först beskrevs av Joseph Dalton Hooker, och fick sitt nu gällande namn av Nicholas Edward Brown. Biarum angustatum ingår i släktet Biarum och familjen kallaväxter. Inga underarter finns listade.